# Фридрих (Вюртемберг-Нойенщат)
Вижте пояснителната страница за други личности с името Фридрих.
Фридрих фон Вюртемберг (на немски: Friedrich von Württemberg; * 19 декември 1615, Щутгарт; † 24 март 1682, Нойенщат ам Кохер) е херцог на Вюртемберг и основава втората странична линия Вюртемберг-Нойенщат (1649 – 1682).

## Живот
Той е третият син на херцог Йохан Фридрих фон Вюртемберг (1582 – 1628) и съпругата му Барбара София (1584 – 1636), дъщеря на курфюрст Йоахим Фридрих от Бранденбург.
През 1628 г. на 13 години той отива да учи в Collegium illustre в Тюбинген. Края на 1634 г. той отива да живее в Дания при чичо си крал Кристиан IV. През 1638 г. започва военна служба при херцог Бернхард фон Саксония-Ваймар и при ландграф Вилхелм VI фон Хесен-Касел и се отличава в битките. След Вестфалския мирен договор (1648) той се връща в родината си.
Той сключва наследствен договор през 1649 г. с по-големия си брат херцог Еберхард III. Фридрих получава Нойенщат ам Кохер и други територии за себе си и наследниците си. Така той основава страничната линия Вюртемберг-Нойенщат, която съществува само още една генерация.
Фридрих се жени на 7 юни 1653 г. във Волфенбютел за принцеса Клара Августа фон Брауншвайг-Волфенбютел (* 25 юни 1632, † 6 октомври 1700), дъщеря на херцог Август II Млади. Двамата имат дванадесет деца.
По пример на бащата на съпругата му Фридрих създава в Нойенщат една библиотека, която до смъртта му има 25 000 книги; също той събира монети и медали.
Херцог Фридрих умира след дълго боледуване на 24 март 1682 г. и е погребан в построената от него през 1664 г. фамилна гробница в градската църква на Нойенщат. Негов наследник става най-големият му син Фридрих Август.

## Деца
Фридрих и съпругата му Клара Августа имат дванадесет деца, от които само пет порастват:
- Фридрих Август (1654 – 1716)
- Улрих (*/† 1655)
- Еберхард (*/† 1656)
- Албрехт (1657 – 1670)
- София Доротея (1658 – 1681)
- Фердинанд Вилхелм (1659 – 1701)
- Антон Улрих (1661 – 1680)
- Барбара Августа (1663 – 1664)
- Елеонора Шарлота (1664 – 1666)
- Христоф (*/† 1666)
- Карл Рудолф (1667 – 1742)
- Анна Елеонора (1669 – 1670)